# Губарівщина
Гу́барівщина — село в Україні, у Кролевецькій міській громаді Конотопського району Сумської області. Населення становить 87 осіб. До 2020 орган місцевого самоврядування — Обтівська сільська рада.
Село розташоване в північній частині Кролевецької міської громади Конотопського району, на відстані 3 км від села Обтове.

## Географія
Село Губарівщина знаходиться на лівому березі річки Глистянка, яка через 1,5 км впадає в річку Есмань, вище за течією на відстані 3 км розташоване село Медведеве. Навколо села кілька іригаційних каналів. До села примикає лісовий масив (сосна, береза).

## Символіка
По формі герб нагадує обличчя, в центрі якого зображені губи, що означає назву села (герб є промовистим). Зелений трикутник вказує на розміщення основних вулиць в центрі села у вигляді трикутника. Чорні хвилі вказують на болотисту місцевість, через яку шведи під час Шведсько-Російської війни мостили дорогу і якою користуються й дотепер. Ялинки зображають великі хвойні масиви серед яких розміщене село. Ластівки вказують на дитячий табір поряд із селом, що існував у радянський час.

## Історія
З давніх часів хутір, як і село Обтове належав роду Забіл.
На мапах другої половини XIX ст. був позначений як хутір Рудня. Згадується в мемуарах Олександра Миколайовича Сабурова «Силы неисчислимые».
Село постраждало внаслідок геноциду українського народу, проведеного урядом СССР 1932-1933 та 1946-1947.
До розпаду Радянського Союзу поряд розміщувався піонерський табір «Ластівка».
12 червня 2020 року, відповідно до розпорядження Кабінету Міністрів України № 723-р «Про визначення адміністративних центрів та затвердження територій територіальних громад Сумської області», село увійшло до складу Кролевецької міської громади.
19 липня 2020 року, в результаті адміністративно-територіальної реформи та ліквідації Кролевецького району, увійшло до складу новоутвореного Конотопського району.

## Галерея

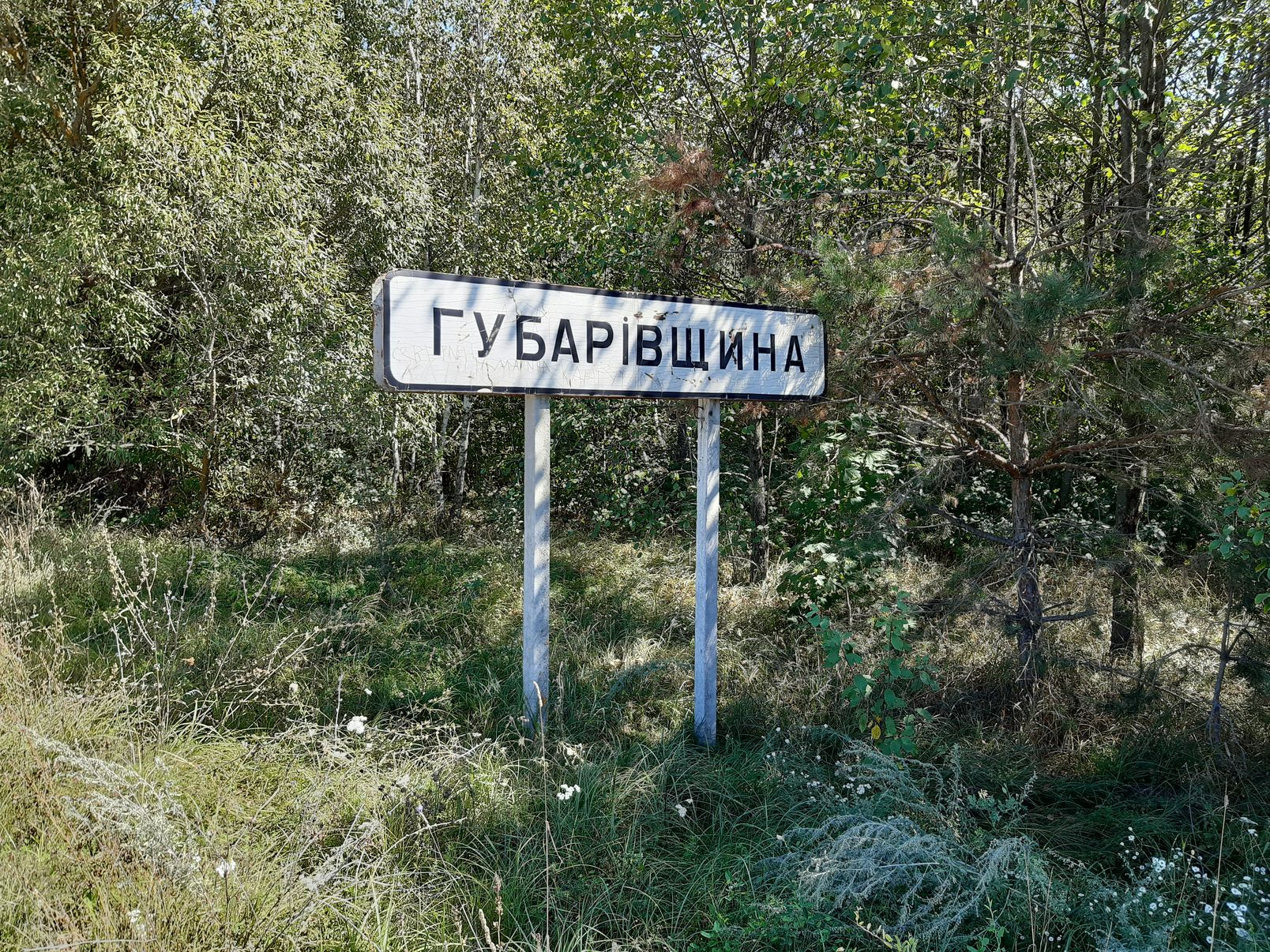
Знак на в'їзді в село
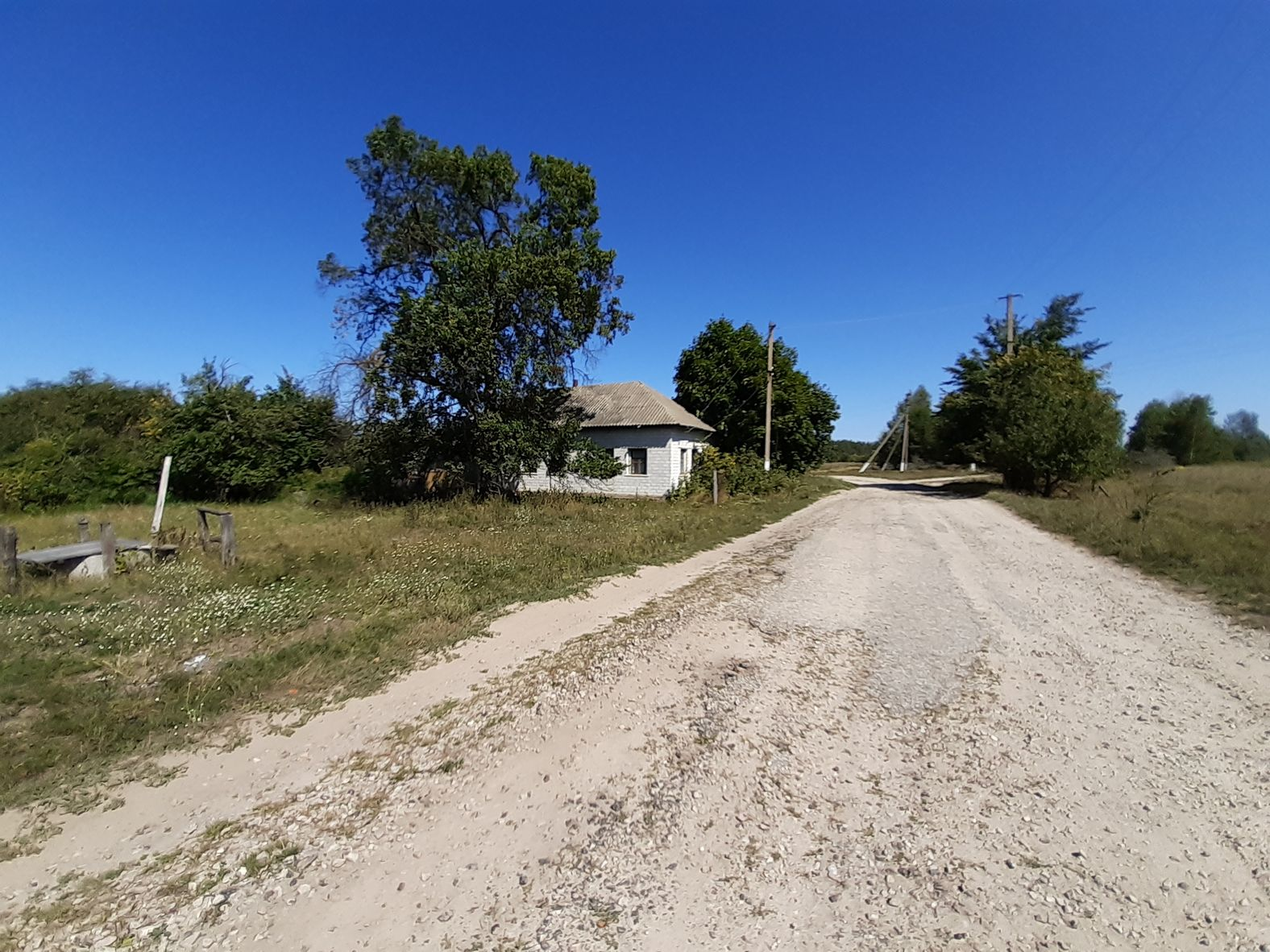
Губарівщина
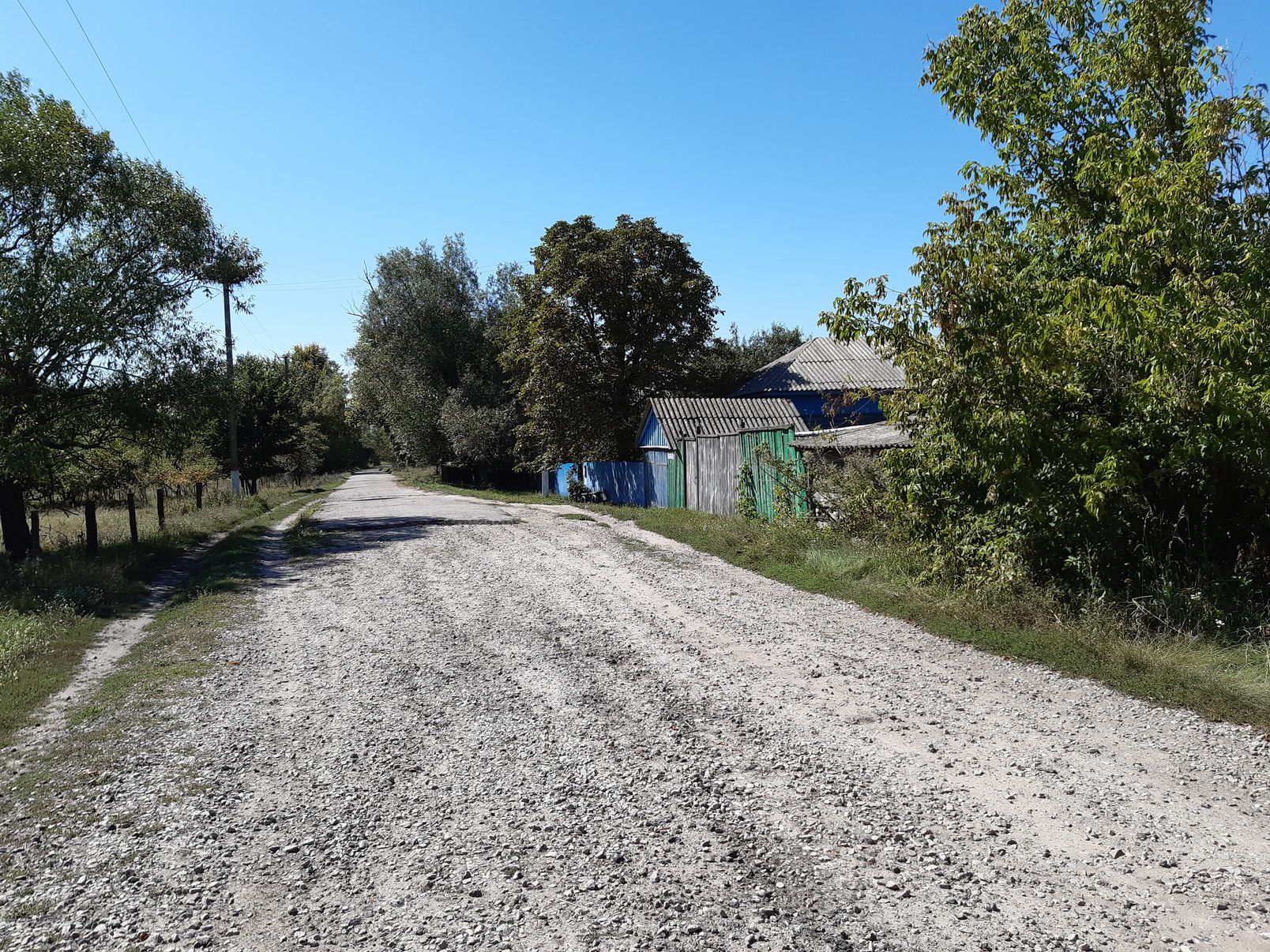
Губарівщина
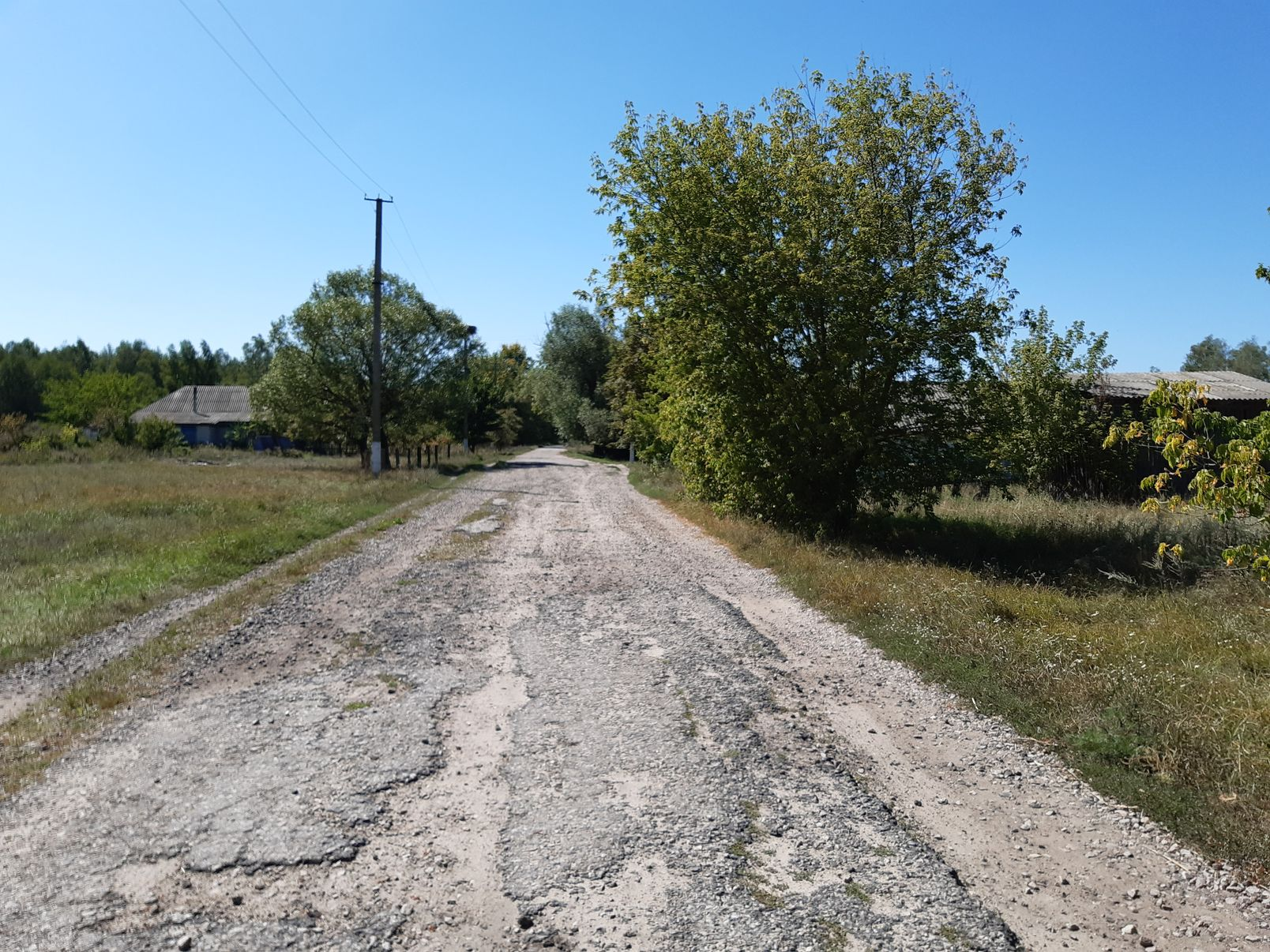
Губарівщина